# Dactylispa calva
Dactylispa calva es una especie de insecto coleóptero de la familia Chrysomelidae.
Fue descrita científicamente en 1941 por Uhmann.